# Osiedle Kazimierzowskie

Panorama w stronę os. Kazimierzowskiego, po lewej blok nr 18 (2007)

Osiedle Kazimierzowskie – osiedle w Krakowie wchodzące w skład Dzielnicy XVI Bieńczyce, niestanowiące jednostki pomocniczej niższego rzędu w ramach dzielnicy.

## Historia
Osiedle Kazimierzowskie stanowi część Bieńczyc Nowych – założenia architektoniczno-urbanistycznego, w zamierzeniu stanowiącego rozbudowę dzielnicy Nowa Huta w kierunku północno-zachodnim. W 1959 roku w wyniku konkursu na projekt założenia wybrano koncepcję autorstwa warszawskiej architekt Jadwigi Guzickiej z zespołem w którym za projekt urbanistyczny odpowiadali Anna Basista i Jan Lewandowski a za architekturę budynków Kazimierz Chodorowski, Stefan Golonka oraz konstruktor dr inż. Tadeusz Kantarek. Całe założenie było projektowane dla ok. 30 tys. mieszkańców – ok. 5,5 tys. na jednym osiedlu. Cechuje je luźna zabudowa budynkami wolnostojącymi z przeważającą zabudową 5- i 11-kondygnacyjną. Główną osią zespołu urbanistycznego jest park Planty Bieńczyckie, wzorowane na Plantach Krakowskich, który spaja osiedla wchodzące w skład zespołu w jedną urbanistyczną całość. Wzdłuż parkowej osi zaplanowano obiekty użyteczności publicznej – szkoły, przedszkola, domy handlowe, domy kultury, biblioteki. Oprócz Osiedla Kazimierzowskiego w skład Bieńczyc Nowych wchodzą jeszcze osiedla Strusia, Kalinowe, Na Lotnisku, Wysokie, Jagiellońskie, Przy Arce, Niepodległości, Albertyńskie oraz Złotej Jesieni. Realizacja zespołu urbanistycznego odbyła się w latach 1962–1979.

## Usytuowanie i rozplanowanie
Za granice osiedla można uznać: od południa – aleja gen. Andersa, od zachodu – ulica Broniewskiego, od północy – Planty Bieńczyckie oraz od wschodu – ulica Szajnowicza-Iwanowa.
Osiedle składa się z 9 bloków czteropiętrowych, 3 wieżowców dziesięciopiętrowych oraz 9 bloków czteropiętrowych typu „puchatki”. Na osiedlu wybudowano także nowy blok nr 27 z końca lat 80. Pod nr 30 znajduje się typowy dla lat 60. pawilon handlowy. Mieścił on niegdyś restaurację „Orion” otwartą w lutym 1967 roku. Do dziś w jego kompleksie znajduje się jedna z najstarszych aptek Nowej Huty – Apteka „Pod Jarzębinami”.

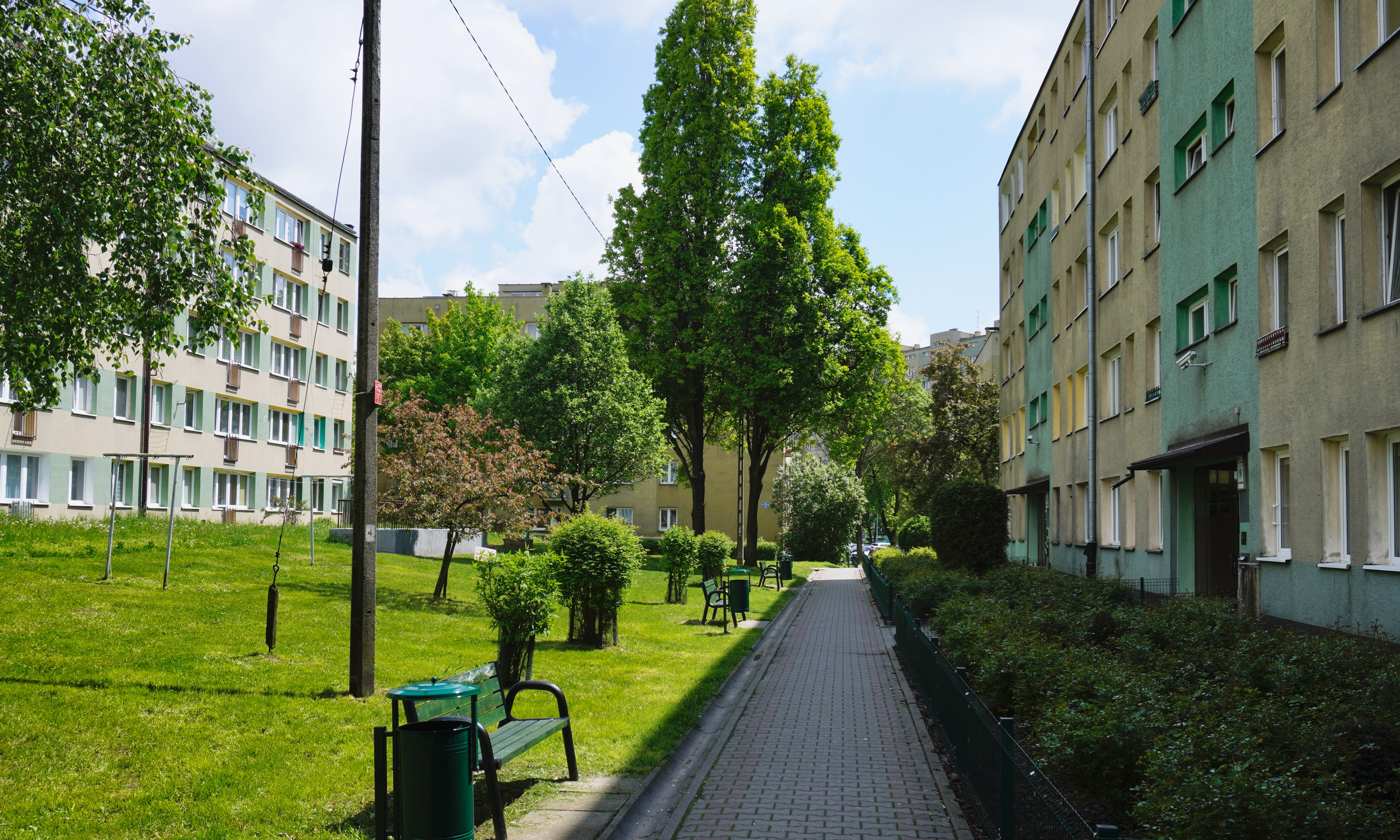
Wnętrze osiedla, bloki czteropiętrowe 8 i 9, widok na wschód
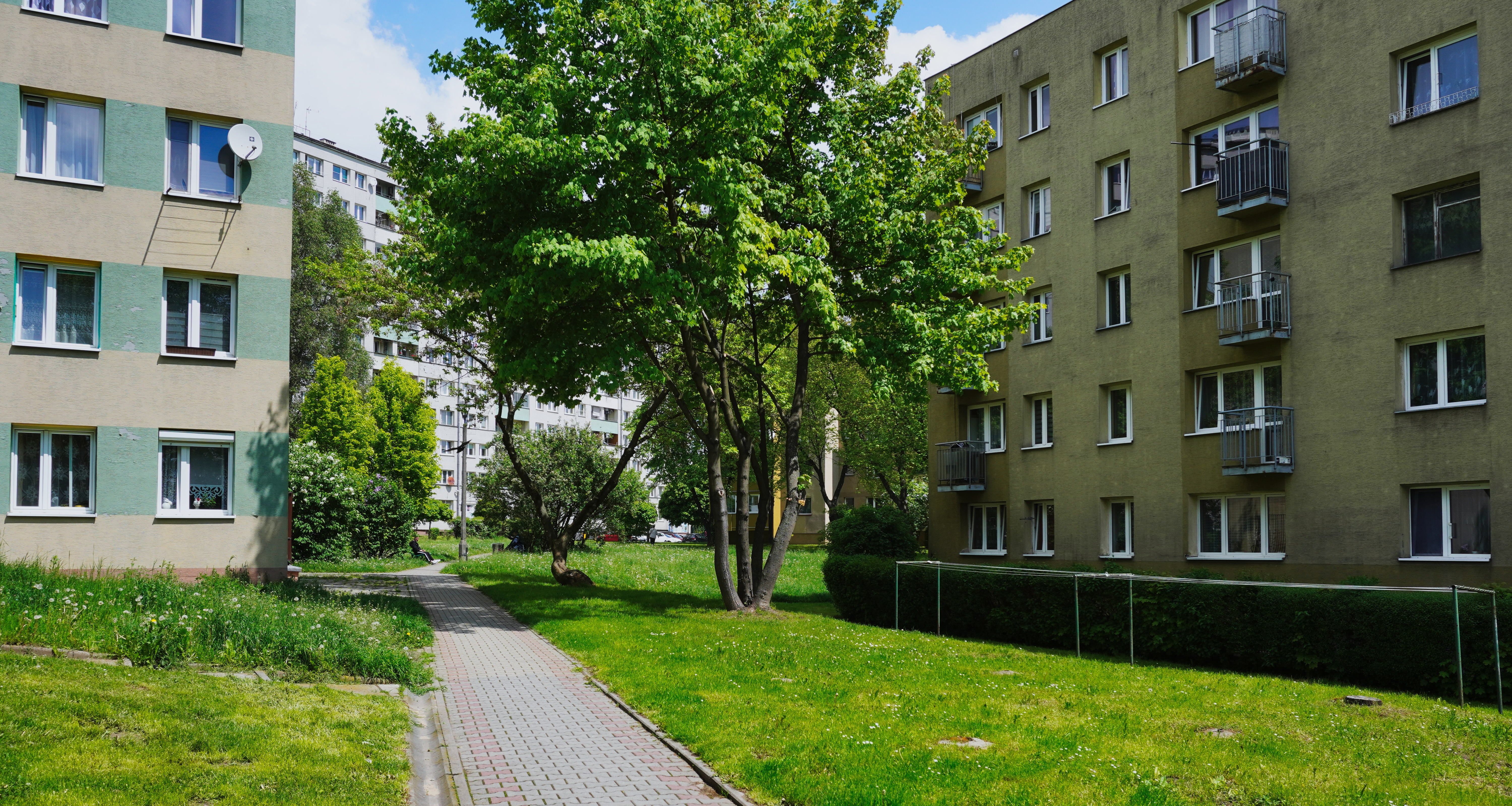
Wnętrze osiedla, bloki czteropiętrowe 8 i 4, na dalszym planie dziesięciopiętrowy blok 7
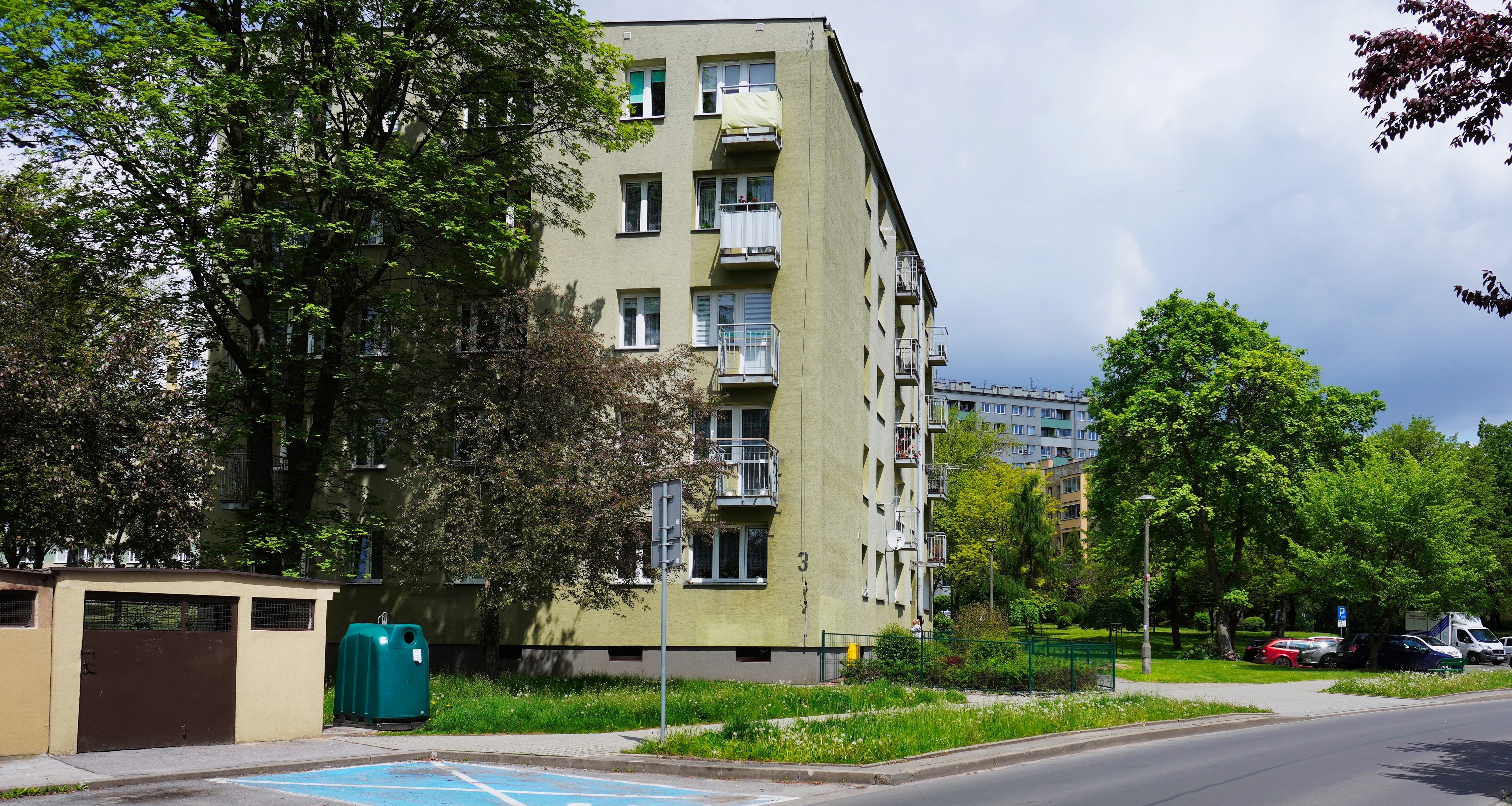
Wschodnia strona osiedla, na pierwszym planie blok 3
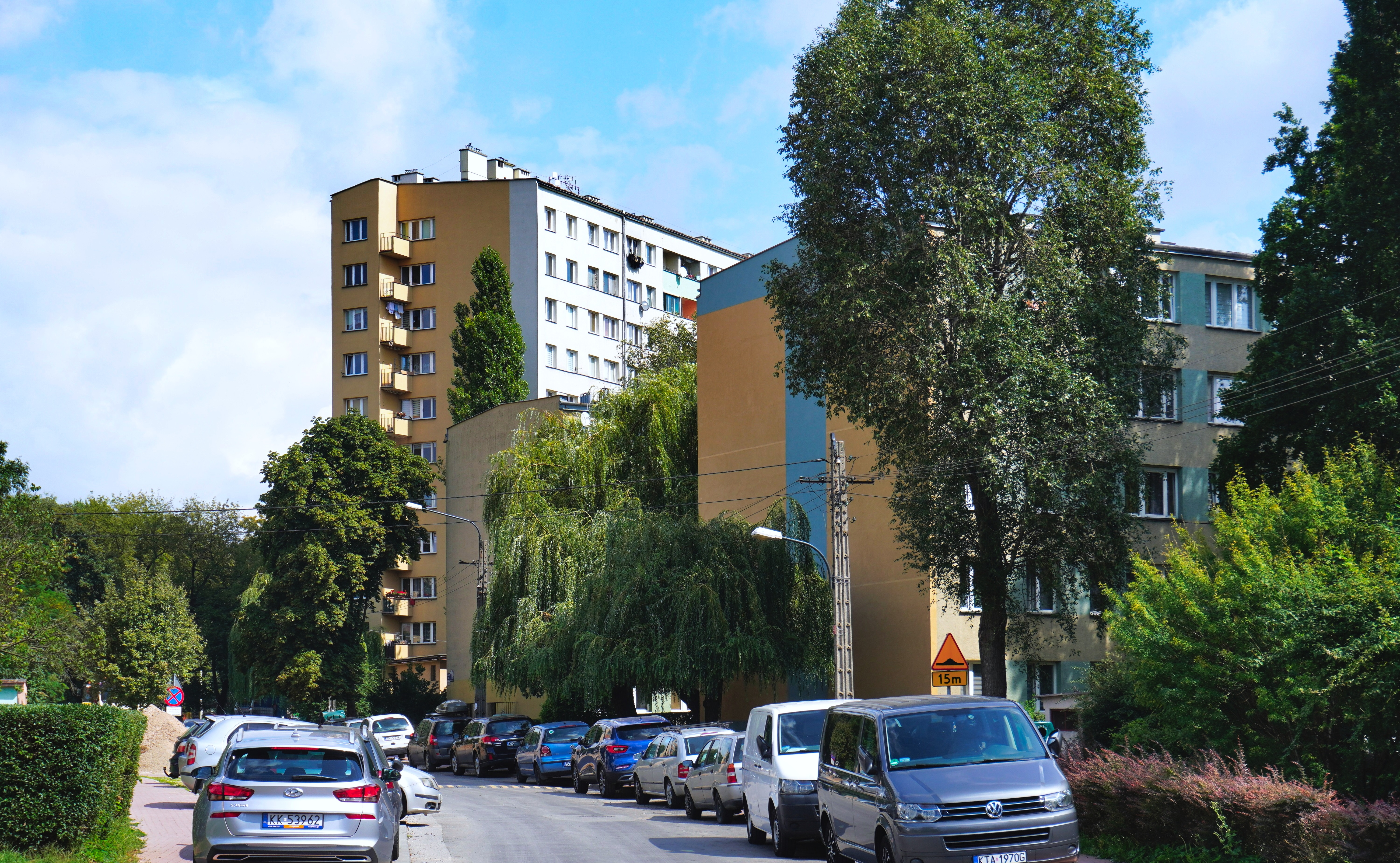
Ulica Spytka z Melsztyna os. Kazimierzowskie 7, 8 i 9